# Могучие рейнджеры: Дино Фьюри
Могучие рейнджеры: Дино Фьюри (англ. Power Rangers Dino Fury) — двадцать восьмой и двадцать девятый сезоны популярного американского телесериала «Могучие рейнджеры», основанный на сорок третьем сезоне японского телесериала «Super Sentai». «Отряд Дино-Рыцарей — Рюсоулджеры», Премьера первого сезона состоялась 20 февраля 2021 года на Nickelodeon. 15 июня 2021 года на Netflix стала доступны первая часть первого сезона, а 15 октября 2021 года вторая. Премьера первой части второго сезона, который является эксклюзивом Netflix, состоялась 3 марта 2022 года. Премьера второй половины состоялась 29 сентября 2022 года. В 2023 году вышел третий сезон, под названием «Могучие рейнджеры: Космо Ярость», являющийся тридцатым, юбилейным и финальным сезоном франшизы.

## Сюжет
65 миллионов лет назад злые Звери Спорикс опустошили планету Рафкон, прежде чем отправиться на Землю. Однако шесть рыцарей Рафкона преследовали их и вместе с шестью динозаврами получили от Владык Морфов силу стать Дино Фьюри Рейнджерами. Они захватили Спориксов, хотя все, казалось бы, были уничтожены, за исключением Красного Рейнджера Зейто, который ушел в стазис, чтобы предотвратить побег Спориксов. В настоящее время межгалактический воин, Рыцарь Пустоты, случайно высвобождает Спориксов, пытаясь украсть их, вынуждая Зейто и его друга, киборга-динозавра по имени Солон, набрать новую команду Могучих Рейнджеров Дино Фьюри, чтобы помочь в их нелёгкой борьбе с набирающим силы врагом.

## Персонажи

### Рейнджеры
- Зейто — Красный / Зенитный Дино Фьюри Рейнджер. Роль играет Расселл Карри[2][8][9][10].
- Амелия Джонс — Розовый Дино Фьюри Рейнджер. Роль играет Хантер Дено[8][9][10][11].
- Олли Акана — Синий Дино Фьюри Рейнджер. Роль играет Кай Мойя[8][9][10].
- Иззи Гарсия — Зелёный Дино Фьюри Рейнджер. Роль играет Тесса Рао[9][10].
- Хави Гарсия — Чёрный Дино Фьюри Рейнджер. Роль играет Ченс Перес[9][10].
- Айон — Золотой Дино Фьюри Рейнджер. Роль играет Джордан Файт.[9][12]

### Союзники и прочие персонажи
- Доктор Лани Акана — всемирный археолог и мать Олли. Роль играет Шавон Руакере.
- Смотритель Карлос Гарсия — вспыльчивый и строгий смотритель Динохенджа, отец Хави и отчим Иззи. Роль играет Блэр Стрэндж.
- Рина Гарсия — мать Иззи и мачеха Хави. Роль играет Сараид де Сильва.
- Солон — киборг-солонозавр, близкая подруга Зейто и Айона, наставница Рейнджеров. Роль озвучивает Джозефин Дэвисон.
- Джейн Фэйрвью — главный редактор BuzzBlast. Роль играет Кира Джозефсон.
- Джей-Борг — андроид, созданный компанией Hartford Robotics для BuzzBlast. Роль играет Виктория Эбботт[13].
- Энни — сотрудница BuzzBlast. Роль играет Бенни Джой Смит[14].
- Стэн — сотрудник BuzzBlast. Роль играет Ноа Пол.
- Эд «Поп-Поп» Джонс — разнорабочий в Пайн Ридж и дедушка Амелии. Роль играет Грег Джонсон.
- Ферн — спортивная соперница и подруга Иззи. Роль играет Жаклин Джо.
- Эдриан — спортсмен, друг Иззи и Ферн. Роль играет Макс Крин.
- Тренер Белла — бывший тренер Иззи, Ферн, Эдриана и других спортсменов. Роль играет Джессика Грэйс Смит

### Антагонисты
- Террик / Рыцарь Пустоты / Король Пустоты — главный антагонист первого сезона, муж Сантауры и отец Амелии. Бронированный пришелец-завоеватель с планеты Рафкон, разбившийся на Земле много лет назад. Намерен использовать силу сверхзаряженного Спорикса для оживление коматозной жены Сантауры. Во втором сезоне его предает возрожденная жена и насильно превращает его в Короля Пустоты. Роль играет Джаред Тернер.
- Сантаура / Королева Пустоты — главная антагонистка второго сезона, жена Террика и мать Амелии, которую держали запертой в комнате Зоны 62, известной только Террику. После того, как Сантаура возродилась, она становится одержима Энергией Спорикса, которая воспользовалась ими, чтобы вернуться под видом Королевы Пустоты. Роль играет Шиван Маршалл.
- Мукус — Зверь Спорикс в стиле зелёного слизеподобного гриба. Первый генерал Рыцаря Пустоты, со второго сезона генерал Королевы Пустоты. Роль  играет и озвучивает Торум Хенг.
- Бумтауэр — робот-злодей основанный на ладье/танке. Второй генерал Рыцаря Пустоты и его заместитель, жестокий боец. Роль озвучивает Марк Митчинсон.
  - Бумбластер — робот-злодей основанный на коне/пулемете гатлинга. Второй генерал Лорда Зедда, построенный Скроззлом из деталей Бумтауэра. Роль озвучивает Марк Митчинсон.
- Слизер — робот-злодей, основанный на слоне/шпрехшталмейстере. Третий генерал Рыцаря Пустоты и его новый заместитель, после смерти Бумтауэра, со второго сезона является только генералом Королевы Пустоты. Роль играет и озвучивает Кэмпбелл Кули.
  - Арла (замаскированный Слизер) — рыцарь с планеты Рафкон. Роль играет Сара Вайсман.
  - Мистер Уиз (замаскированный Слизер) — Роль играет Кэмпбелл Кули.
- Сокрушитель — робот-злодей основанный на пирате/пушке/подводной лодки. Четвёртый генерал Рыцаря Пустоты и его новый телохранитель, после смерти Бумтауэра, со второго сезона генерал Королевы Пустоты. Роль озвучивает Джон Ли.
- Лорд Зедд — бывший покровитель Риты Репульсы и её последователей. Роль озвучивает Эндрю Лейнг.
- Скроззл — бывший генерал Эвокса из Кибер Измерения, ныне генерал Лорда Зедда. Роль озвучивает Кэмпбелл Кули.
- Кривоглаз — робот-епископ/пушечный генерал. Первый и временый генерал Королевы Пустоты. Роль озвучивает Стив МакКёрли.
  - Пустоглаз — робот-епископ/пушечный генерал. Третий генерал Лорда Зедда. Позже, второй и временый генерал Королевы Пустоты, построенный Скроззлом из деталей Кривоглаза. Роль озвучивает Стив МакКёрли.
- Сиззурай — робот-злодей основанный на короле/самурае. Первый генерал Лорда Зедда. Роль озвучивает Эдриан Смит.
- Хэнджмены — пехотинцы Рыцаря Пустоты/Короля Пустоты и Королевы Пустоты.

##### Звери Спорикс
Монстры, обслуживающие антагонисты. Спорикс обладает способностями, которые не только бросают вызов Рейнджерам, но также используются Рыцарем Пустоты, который планирует использовать эти способности по своим собственным причинам.
1 сезон
- Шорккорн — Зверь Спорикс в стиле Единорога, работающий под командованием Рыцаря Пустоты, чтобы вернуть оставшихся Зверей Спорикс. Роль озвучивает Джэми Лайнхэн.
- Випиира — Зверь Спорикс в стиле Горгона, работающая под командованием Мукуса. Роль озвучивает Рашель Дункан.
- Дракнарок — Зверь Спорикс в стиле Дракона, работающий под командованием Бумтауэра. Роль озвучивает Ричард Симпсон.
- Брайнбласт — Зверь Спорикс в стиле Кракена. Роль озвучивает Джейсон Смит.
- Смэшстоун — Зверь Спорикс в стиле каменного Тролля. Роль озвучивает Барри Даффилд.
- Рокозмей/Змейрок — Зверь Спорикс в стиле Василиска, работающий под командованием Рыцаря Пустоты. Роль озвучивает Стивен Лайонс.
- Вольфганг — Зверь Спорикс в стиле Цербера, работающий под командованием Рыцаря Пустоты, а затем Бумтауэра. Роль озвучивает Гай Лэнгфорд.
- Рустафа — Зверь Спорикс в стиле Кокатрикса. Роль озвучивает Том Кейн.
- Гробнила — Зверь Спорикс в стиле Мумии. Роль озвучивает Кира Джозефсон.
- Фогшилл — Зверь Спорикс в стиле Шэнь, работающий под командованием Слизера. Роль озвучивает Стивен Лайонс.
- Тайдмар — Зверь Спорикс в стиле Келпи, работающий под командованием Слизера. Роль озвучивает Ричард Симпсон.
- Траулер — Зверь Спорикс в стиле Корабля-призрака, работающий под командованием Слизера. Роль озвучивает Марк Райт.
- Каменные Тройняшки — братья Звери Спорикс в стиле Голема, работающие под командованием Рыцаря Пустоты. Роль озвучивают Стив МакКёрли.
- Костомен — Зверь Спорикс в стиле Фавна/Сатира, работающий под командованием Рыцаря Пустоты. Роль озвучивает Джулиан Уилсон.

2 сезон
- Муха Зверь Спорикс — Зверь Спорикс в стиле Вельзевула. Роль озвучивает Лори Дунги.
- Битскрим — Зверь Спорикс в стиле Смерти/Компьютерного вируса, работающий под командованием Рыцаря Пустоты. Роль озвучивает Эстевес Гиллеспи.
- Оккуло — Зверь Спорикс в стиле Додомеки, работающий под командованием Рыцаря Пустоты. Роль озвучивает Дэвид Маки.
- Хламинго — Зверь Спорикс в стиле Полтергейста, работающий под командованием Рыцаря Пустоты. Роль озвучивает Майкл Саккент.
- Тыквагнил — Зверь Спорикс в стиле Тыквы Джека, работающий под командованием Сантауры. Роль озвучивает Джон Ли.
- Следонюх — Зверь Спорикс в стиле Дуллахана, работающий под командованием Королевы Пустоты. Роль озвучивает Стивен Баттерворт.
- Флапнарёк — Зверь Спорикс в стиле Дракона, работающая под командованием Королевы Пустоты. Сестра товарища Зверя Спорикс Дракнарока. Роль озвучивает Пенни Эштон.
- Заклинатель  — Зверь Спорикс в стиле Фантома, работающий под командованием Королевы Пустоты. Роль озвучивает Пол Барретт.
- Быстрокол — Зверь Спорикс в стиле Сильфа. Роль озвучивает Пол Уогготт
- Сахаргром — Зверь Спорикс в стиле Средиземельного Гнома. Роль озвучивает Ричард Симпсон.
- Когтехват — Зверь Спорикс в стиле Гнома, работающий под командованием Пустоглаза. Роль озвучивает Энди Фолкнер.
- Водокрах — Зверь Спорикс в стиле Харибды, работающий под командованием Сокрушителя. Роль озвучивает Даллас Барнетт.
- Зверь Возмездие — Зверь Спорикс в стиле Немезиды, вылупившийся из кокона Спорикса и управляемой Королевой Пустоты.

#### Другие
- Мик Каник — бывший наставник Сталь Ниндзя рейнджеров. Роль играет Келсон Хендерсон.
- Генерал Шоу — лидер Grid Battleforce. Роль играет Теуила Блэйкли.
- Красный Морфин Мастер  — Роль озвучивает Дэрил Хабрейкен.
- Синий Морфин Мастер  — Роль озвучивает Кевин Кийес.
- Зелёный Морфин Мастер  — Роль озвучивает Бет Аллен.
- Ригул — некромант, который может использовать свою магию для возрождения павших злодеев, временный напарник Лорда Зедда. Роль озвучивает Джефф Долан.
- Альбомный Монстр Паук — монстр паук, нарисован Слизером на Волшебном Альбоме Санты, который также украл его.
- Лоторн — племянник могущественного чародея Локара, который отвлекал Рейнджеров от Лорда Зедда. Роль озвучивает Джулиан Уилсон.

## Эпизоды

### Первый сезон (2021)
| № общий | № в сезоне | Название                                              | Режиссёр          | Автор сценария                                                                           | Дата премьеры                                           | Зрители в США (млн) |
| ------- | ---------- | ----------------------------------------------------- | ----------------- | ---------------------------------------------------------------------------------------- | ------------------------------------------------------- | ------------------- |
| 920     | 1          | «Пункт назначения: Динохендж» «Destination Dinohenge» | Чарли Хэскелл     | Бекка Барнс и Элвин Дэйл                                                                 | 20 февраля 2021 (Nickelodeon) 15 июня 2021 (Netflix)    | 0,34                |
| 921     | 2          | «Спориксы на свободе» «Sporix Unleashed»              | Чарли Хэскелл     | Элвин Дэйл и Бекка Барнс                                                                 | 27 февраля 2021 (Nickelodeon) 15 июня 2021 (Netflix)    | 0,34                |
| 922     | 3          | «Забытый сигнал» «Lost Signal»                        | Крис Грэхэм       | Бекка Барнс и Элвин Дэйл                                                                 | 6 марта 2021 (Nickelodeon) 15 июня 2021 (Netflix)       | 0,33                |
| 923     | 4          | «Новобранцы» «New Recruits»                           | Крис Грэхэм       | Сюжет: Элвин Дэйл и Бекка Барнс Телесценарий: Элвин Дэйл                                 | 20 марта 2021 (Nickelodeon) 15 июня 2021 (Netflix)      | 0,23                |
| 924     | 5          | «Победный настрой» «Winning Attitude»                 | Крис Грэхэм       | Сюжет: Бекка Барнс и Элвин Дэйл Телесценарий: Бекка Барнс                                | 27 марта 2021 (Nickelodeon) 15 июня 2021 (Netflix)      | 0,28                |
| 925     | 6          | «Суеверия» «Superstition Strikes»                     | Майкл Хёрст       | Сюжет: Элвин Дэйл, Бекка Барнс и Майя Томпсон Телесценарий: Майя Томпсон                 | 3 апреля 2021 (Nickelodeon) 15 июня 2021 (Netflix)      | 0,31                |
| 926     | 7          | «В поисках Стего» «Stego Search»                      | Майкл Хёрст       | Сюжет: Бекка Барнс и Элвин Дэйл Телесценарий: Гай Лэнгфолд                               | 10 апреля 2021 (Nickelodeon) 15 июня 2021 (Netflix)     | 0,27                |
| 927     | 8          | «Незваный гость» «Unexpected Guest»                   | Майкл Хёрст       | Сюжет: Элвин Дэйл и Бекка Барнс Телесценарий: Майя Томпсон                               | 17 апреля 2021 (Nickelodeon) 15 июня 2021 (Netflix)     | 0,27                |
| 928     | 9          | «Без связи» «Cut Off»                                 | Чарли Хаскелл     | Сюжет: Бекка Барнс, Элвин Дэйл, Гай Лэнгфолд и Майя Томпсон Телесценарий: Гай Лэнгфолд   | 15 июня 2021 (Netflix) 18 сентября 2021 (Nickelodeon)   | 0,31                |
| 929     | 10         | «Звонок домой» «Phoning Home»                         | Чарли Хаскелл     | Сюжет: Элвин Дэйл, Бекка Барнс, Майя Томпсон и Гай Лэнгфолд Телесценарий: Майя Томпсон   | 15 июня 2021 (Netflix) 25 сентября 2021 (Nickelodeon)   | 0,27                |
| 930     | 11         | «Дом привидений» «McScary Manor»                      | Чарли Хаскелл     | Сюжет: Бекка Барнс и Элвин Дэйл Телесценарий: Джонни Хартманн                            | 15 июня 2021 (Netflix) 2 октября 2021 (Nickelodeon)     | 0,17                |
| 931     | 12         | «Крутышка» «Super Hotshot»                            | Крис Грэхэм       | Сюжет: Элвин Дэйл, Бекка Барнс, Майя Томпсон и Гай Лэнгфолд Телесценарий: Джонни Хартман | 9 октября 2021 (Nickelodeon) 15 октября 2021 (Netflix)  | 0,37                |
| 932     | 13         | «Идеальное свидание» «The Matchmaker»                 | Крис Грэхэм       | Сюжет: Бекка Барнс, Элвин Дэйл, Гай Лэнгфолд и Майя Томпсон Телесценарий: Майя Томпсон   | 15 октября 2021 (Netflix) 16 октября 2021 (Nickelodeon) | 0,25                |
| 933     | 14         | «Старые враги» «Old Foes»                             | Крис Грэхэм       | Сюжет: Бекка Барнс и Элвин Дэйлд Телесценарий: Джонни Хартман                            | 15 октября 2021 (Netflix) 23 октября 2021 (Nickelodeon) | 0,11                |
| 934     | 15         | «Грозовая буря» «Storm Surge»                         | Крис Грэхэм       | Сюжет: Бекка Барнс, Элвин Дэйл и Майя Томпсон Телесценарий: Майя Томпсон                 | 15 октября 2021 (Netflix) 30 октября 2021 (Nickelodeon) | 0,18                |
| 935     | 16         | «Древняя история» «Ancient History»                   | Кэролайн Белл Бут | Сюжет: Бекка Барнс, Элвин Дэйл и Гай Лэнгфолд Телесценарий: Гай Лэнгфолд                 | 15 октября 2021 (Netflix) 6 ноября 2021 (Nickelodeon)   | 0,14                |
| 936     | 17         | «Наш герой» «Our Hero»                                | Кэролайн Белл Бут | Сюжет: Элвин Дэйл, Бекка Барнс, Гай Лэнгфолд и Майя Томпсон Телесценарий: Гай Лэнгфолд   | 15 октября 2021 (Netflix) 13 ноября 2021 (Nickelodeon)  | 0,18                |
| 937     | 18         | «Перепутанные провода» «Crossed Wires»                | Кэролайн Белл Бут | Сюжет: Элвин Дэйл, Бекка Барнс и Гай Лэнгфолд Телесценарий: Гай Лэнгфолд                 | 15 октября 2021 (Netflix) 20 ноября 2021 (Nickelodeon)  | 0,20                |
| 938     | 19         | «Перевоплощение» «The Makeover»                       | Майкл Хёрст       | Сюжет: Бекка Барнс и Элвин Дэйлд Телесценарий: Майя Томпсон и Гай Лэнгфолд               | 15 октября 2021 (Netflix) 27 ноября 2021 (Nickelodeon)  | 0,17                |
| 939     | 20         | «Кошмары наяву» «Waking Nightmares»                   | Майкл Хёрст       | Сюжет: Элвин Дэйл и Бекка Барнс Телесценарий: Гай Лэнгфолд                               | 15 октября 2021 (Netflix) 4 декабря 2021 (Nickelodeon)  | 0,21                |
| 940     | 21         | «Ловушка» «Void Trap»                                 | Майкл Хёрст       | Сюжет: Бекка Барнс и Элвин Дэйлд Телесценарий: Майя Томпсон                              | 15 октября 2021 (Netflix) 11 декабря 2021 (Nickelodeon) | 0,23                |
| 941     | 22         | «Тайный Санта» «Secret Santa»                         | Кэролайн Белл Бут | Сюжет: Гай Лэнгфолд, Майя Томпсон, Элвин Дэйл и Бекка Барнс Телесценарий: Джонни Хартман | 15 октября 2021 (Netflix) 18 декабря 2021 (Nickelodeon) | 0,22                |

### Второй сезон (2022)
| № общий | № в сезоне | Название                                  | Режиссёр          | Автор сценария                                                                              | Дата премьеры    |
| ------- | ---------- | ----------------------------------------- | ----------------- | ------------------------------------------------------------------------------------------- | ---------------- |
| 942     | 1          | «Нумеро Уно» «Numero Uno»                 | Чарли Хэскелл     | Сюжет: Бекка Барнс, Элвин Дэйл и Майя Томпсон Телесценарий: Джонни Хартманн                 | 3 марта 2022     |
| 943     | 2          | «Фестиваль» «The Festival»                | Робин Грэйс       | Сюжет: Элвин Дэйл и Бекка Барнс Телесценарий: Джонни Хартманн                               | 3 марта 2022     |
| 944     | 3          | «Недостающие детали» «Missing Pieces»     | Чарли Хэскелл     | Сюжет: Бекка Барнс, Элвин Дэйл и Майя Томпсон Телесценарий: Гай Лэнгфолд                    | 3 марта 2022     |
| 945     | 4          | «Небольшая проблема» «Tiny Trouble»       | Чарли Хэскелл     | Сюжет: Бекка Барнс, Элвин Дэйл и Майя Томпсон Телесценарий: Майя Томпсон                    | 3 марта 2022     |
| 946     | 5          | «Неудачное платье» «Stitched Up»          | Робин Грэйс       | Сюжет: Элвин Дэйл, Бекка Барнс, Майя Томпсон и Гай Лэнгфолд Телесценарий: Майя Томпсон      | 3 марта 2022     |
| 947     | 6          | «Джем-сейшен» «Jam Session»               | Робин Грэйс       | Сюжет: Элвин Дэйл и Бекка Барнс Телесценарий: Джонни Хартманн, Бекка Барнс и Элвин Дэйл     | 3 марта 2022     |
| 948     | 7          | «Новый лист» «New Leaf»                   | Робин Грэйс       | Сюжет: Бекка Барнс, Элвин Дэйл и Майя Томпсон Телесценарий: Майя Томпсон                    | 3 марта 2022     |
| 949     | 8          | «Серьёзное дело» «Serious Business»       | Кэролайн Белл Бут | Сюжет: Элвин Дэйл и Бекка Барнс Телесценарий: Джонни Хартманн                               | 3 марта 2022     |
| 950     | 9          | «Охота» «The Hunt»                        | Кэролайн Белл Бут | Сюжет: Элвин Дэйл и Бекка Барнс Телесценарий: Майя Томпсон                                  | 3 марта 2022     |
| 951     | 10         | «Потерявшим — ничего» «Losers Weepers»    | Кэролайн Белл Бут | Сюжет: Бекка Барнс, Элвин Дэйл и Гай Лэнгфолд Телесценарий: Гай Лэнгфолд                    | 3 марта 2022     |
| 952     | 11         | «Украденная идея» «The Copycat»           | Робин Грэйс       | Сюжет: Элвин Дэйл и Бекка Барнс Телесценарий: Гай Лэнгфолд                                  | 3 марта 2022     |
| 953     | 12         | «Полнейшая загадка» «Ultimate Mystery»    | Робин Грэйс       | Сюжет: Бекка Барнс и Элвин Дэйл Телесценарий: Джонни Хартманн                               | 29 сентября 2022 |
| 954     | 13         | «Любовь и ненависть» «Love Hate»          | Робин Грэйс       | Сюжет: Элвин Дэйл и Бекка Барнс Телесценарий: Майя Томпсон                                  | 29 сентября 2022 |
| 955     | 14         | «Истинное лицо Рафкона» «Rafkon Revealed» | Крис Грэхэм       | Сюжет: Бекка Барнс и Элвин Дэйл Телесценарий: Майя Томпсон                                  | 29 сентября 2022 |
| 956     | 15         | «Мастер преобразований» «Morphin Master»  | Крис Грэхэм       | Сюжет: Элвин Дэйл и Бекка Барнс Телесценарий: Майя Томпсон                                  | 29 сентября 2022 |
| 957     | 16         | «Ах, если бы» «Wishful Thinking»          | Крис Грэхэм       | Сюжет: Элвин Дэйл и Бекка Барнс Телесценарий: Гай Лэнгфолд                                  | 29 сентября 2022 |
| 958     | 17         | «Невысказанное» «Things Unspoken»         | Чарли Хэскелл     | Сюжет: Элвин Дэйл и Бекка Барнс Телесценарий: Майя Томпсон                                  | 29 сентября 2022 |
| 959     | 18         | «Муки совести» «Guilt Trip»               | Чарли Хэскелл     | Сюжет: Бекка Барнс и Элвин Дэйл Телесценарий: Майя Томпсон                                  | 29 сентября 2022 |
| 960     | 19         | «Негатив» «Bad Vibes»                     | Чарли Хэскелл     | Сюжет: Элвин Дэйл и Бекка Барнс Телесценарий: Джонни Хартманн                               | 29 сентября 2022 |
| 961     | 20         | «Вторжение» «The Invasion»                | Крэйг Уилсон      | Сюжет: Элвин Дэйл и Бекка Барнс Телесценарий: Гай Лэнгфолд, Камерон Диксон и Стиви МакКлири | 29 сентября 2022 |
| 962     | 21         | «Истина» «The Truth»                      | Саймон Беннетт    | Элвин Дэйл и Бекка Барнс                                                                    | 29 сентября 2022 |
| 963     | 22         | «Злейший враг» «The Nemesis»              | Саймон Беннетт    | Бекка Барнс и Элвин Дэйл                                                                    | 29 сентября 2022 |